# Tooele County
Tooele County är ett administrativt område i delstaten Utah, USA, med 58 218 invånare. Den administrativa huvudorten (county seat) är Tooele. 

## Geografi
Enligt United States Census Bureau har countyt en total area på 18 874 km². 17 950 km² av den arean är land och 924 km² är vatten. 

### Angränsande countyn
- Box Elder County, Utah - nord
- Weber County, Utah - nordöst
- Davis County, Utah - öst
- Salt Lake County, Utah - öst
- Utah County, Utah - öst
- Juab County, Utah - syd
- White Pine County, Nevada - sydväst
- Elko County, Nevada  - väst

### Orter
- Dugway
- Erda
- Grantsville
- Ophir
- Rush Valley
- Stansbury Park
- Stockton
- Tooele
- Vernon
- Wendover

## Historia
Historiskt har Tooele County varit hem åt Goshute-indianerna. De första vita bosättarna var mormoner, ledda av Ezra T. Benson, som bosatte sig där 1849 och grundade ett sågverk. 1855 blev staden Richville huvudstad, men Tooele valdes senare till huvudstad, då den var större. 
Förhållandet mellan indianerna och de vita nybyggarna kantades av stridigheter. General Patrick E. Connor kom till Utah 1862. Han stred inte bara mot indianerna utan startade också gruvdrift i Tooele för att få dit icke-mormoner, då han ogillade mormoner. För första gången i Utahs historia fick icke-mormoner politisk kontroll över ett county i Utah, när the Liberal Party vann valet 1874. Detta skapade politiska oroligheter då mormonpartiet People's Party anklagade sina motståndare för valfusk. The Liberal Party regerade Tooele tills valet 1879, då The Liberal Party åter vann majoritet, bland annat på grund av kvinnligt valdeltagande.  
Förutom gruvdriften har på senare tid även ett antal militära anläggningar spelat en stor roll för Tooeles ekonomi.